# Maximilian Beier
Maximilian Beier (Ciudad de Brandeburgo, Alemania, 17 de octubre de 2002) es un futbolista alemán que juega como delantero en el Borussia Dortmund de la Bundesliga.

## Trayectoria
Debutó como profesional con el TSG 1899 Hoffenheim en una victoria por 1-0 en la Bundesliga contra el SC Friburgo el 8 de febrero de 2020. El 10 de diciembre de ese año marcó dos goles y dio una asistencia para otro en la victoria por 4-1 contra el K. R. C. Genk.
El 19 de agosto de 2021 fue cedido al Hannover 96 por una temporada. En junio del año siguiente ambos clubes acordaron prolongar el préstamo una campaña más.

## Selección nacional
El 3 de junio de 2024 hizo su debut con la selección de Alemania en un amistoso ante Ucrania que finalizó en empate a cero.

### Participaciones en Eurocopas
| Copa          | Sede     | Resultado        | Partidos | Goles |
| ------------- | -------- | ---------------- | -------- | ----- |
| Eurocopa 2024 | Alemania | Cuartos de final | 1        | 0     |

## Estadísticas

### Clubes
Actualizado al último partido disputado el 12 de abril de 2025.
| Club                              | Div.          | Temporada     | Liga  | Liga  | Liga   | Copas nacionales | Copas nacionales | Copas nacionales | Copas internacionales | Copas internacionales | Copas internacionales | Total | Total | Total  | Media goleadora |
| Club                              | Div.          | Temporada     | Part. | Goles | Asist. | Part.            | Goles            | Asist.           | Part.                 | Goles                 | Asist.                | Part. | Goles | Asist. | Media goleadora |
| --------------------------------- | ------------- | ------------- | ----- | ----- | ------ | ---------------- | ---------------- | ---------------- | --------------------- | --------------------- | --------------------- | ----- | ----- | ------ | --------------- |
| TSG 1899 Hoffenheim · Alemania    | 1.ª           | 2019-20       | 6     | 0     | 0      | 0                | 0                | 0                | —                     | —                     | —                     | 6     | 0     | 0      | 0               |
| TSG 1899 Hoffenheim · Alemania    | 1.ª           | 2020-21       | 3     | 0     | 0      | 0                | 0                | 0                | 2                     | 2                     | 1                     | 5     | 2     | 1      | 0.4             |
| TSG 1899 Hoffenheim II · Alemania | 4.ª           | 2020-21       | 24    | 9     | 5      | —                | —                | —                | —                     | —                     | —                     | 24    | 9     | 5      | 0.38            |
| TSG 1899 Hoffenheim II · Alemania | 4.ª           | 2021-22       | 1     | 1     | 0      | —                | —                | —                | —                     | —                     | —                     | 1     | 1     | 0      | 1               |
| TSG 1899 Hoffenheim II · Alemania | Total club    | Total club    | 25    | 10    | 5      | 0                | 0                | 0                | 0                     | 0                     | 0                     | 25    | 10    | 5      | 0.4             |
| Hannover 96 · Alemania            | 2.ª           | 2021-22       | 30    | 3     | 3      | 3                | 4                | 1                | —                     | —                     | —                     | 33    | 7     | 4      | 0.21            |
| Hannover 96 · Alemania            | 2.ª           | 2022-23       | 33    | 7     | 1      | 2                | 1                | 0                | —                     | —                     | —                     | 35    | 8     | 1      | 0.23            |
| Hannover 96 · Alemania            | Total club    | Total club    | 63    | 10    | 4      | 5                | 5                | 1                | 0                     | 0                     | 0                     | 68    | 15    | 5      | 0.22            |
| TSG 1899 Hoffenheim · Alemania    | 1.ª           | 2023-24       | 33    | 16    | 1      | 2                | 0                | 0                | —                     | —                     | —                     | 35    | 16    | 1      | 0.46            |
| TSG 1899 Hoffenheim · Alemania    | Total club    | Total club    | 42    | 16    | 1      | 2                | 0                | 0                | 2                     | 2                     | 1                     | 46    | 18    | 2      | 0.39            |
| Borussia Dortmund · Alemania      | 1.ª           | 2024-25       | 28    | 8     | 5      | 2                | 0                | 0                | 11                    | 1                     | 0                     | 41    | 9     | 5      | 0.22            |
| Borussia Dortmund · Alemania      | Total club    | Total club    | 28    | 8     | 5      | 2                | 0                | 0                | 11                    | 1                     | 0                     | 41    | 9     | 5      | 0.22            |
| Total carrera                     | Total carrera | Total carrera | 158   | 44    | 15     | 9                | 5                | 1                | 13                    | 3                     | 1                     | 180   | 52    | 17     | 0.29            |
| 1. 2. 3.                          |               |               |       |       |        |                  |                  |                  |                       |                       |                       |       |       |        |                 |